# Bezirksklasse Thüringen 1939/40
Die Bezirksklasse Erfurt-Thüringen 1939/40 war die siebente Spielzeit der als Unterbau zur Gauliga Mitte (Gau VI) fungierenden zweitklassigen Bezirksklasse Thüringen. Wiederum nahmen insgesamt elf Vereine am Spielbetrieb, aber erstmals auf zwei Staffeln verteilt, teil. Neben beiden Aufsteigern aus dem Thüringer Kreisbereich wurde zusätzlich der Kreismeister des Coburg-Kreises, der VfL 07 Neustadt/Coburg aufgenommen, der zuvor in Bayern knapp am dortigen Gauliga-Aufstieg scheiterte. Reichsweit im deutschen Sport spielte man nunmehr, der Lage angepasst, offiziell erst ab Dezember des Jahres 1939 sogenannte „Kriegsmeisterschaften“ aus, so auch im Fußballsport, was neuartige Staffel-Einteilungen und auch sonstige, mannigfaltige Umwälzungen und Einschränkungen zur Folge hatte. Die Bezirksklasse Thüringen ermittelte ihren Titelträger erstmals, wie oben schon erwähnt, mittels zweier Staffeln, (West [5] und Süd [6]).
Der SC Apolda gewann die Staffel West, der SV 08 Steinach die Staffel Süd. Da alle Vereine der Staffel Süd auf einen Aufstieg verzichteten, durften die Apoldaer an der Aufstiegsrunde zur Gauliga Mitte 1940/41 teilnehmen, welche dann auch erfolgreich bestritten werden konnte. Anschließend einigte sich die Spielkommission darauf, alle fünf Kreismeister (Kreis Osterland verzichtete), ohne nötige Aufstiegs-Relegation in die nächstjährige Bezirksklasse aufsteigen zu lassen. Auch wurde auf eine Abstiegsregelung verzichtet. So erhöhte sich die Anzahl der Vereine beider Staffeln für die nächstjährige Saison, auf jeweils acht. Zudem wurde dem Antrag des TSV Wildenheid, eigentlich dem Gau Bayern (Gau XVI) angehörend, aufgrund der räumlichen Nähe zu Sonneberg, um Aufnahme in den Gau Mitte entsprochen. Hiermit wurde der Verein aus Nord-Bayern, als 16. Vertreter für die Saison 1940/41 in die Zweite Thüringer Fussballklasse eingereiht.

## Abschlusstabelle

### Staffel West
Gespielte Spiele: 20 / Erzielte Tore: 114

(7.Spielzeit, (1.Kriegsmeisterschaft, Staffel West) - Saison-Beginn: 3. Dezember 1939)

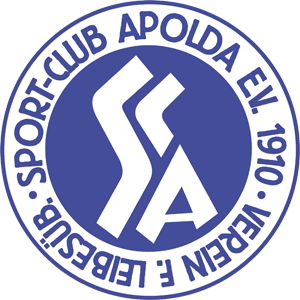
SC Apolda - Bezirksmeister und Gauliga-Aufstieg 1939/40

| Pl. | Verein              | Sp. | Tore  | Quote | Punkte |
| --- | ------------------- | --- | ----- | ----- | ------ |
| 1.  | SC Apolda 1910      | 8   | 27:13 | 2,08  | 13:03  |
| 2.  | SpVgg 02 Erfurt (A) | 8   | 34:16 | 2,13  | 11:05  |
| 3.  | SC Erfurt 95        | 8   | 22:19 | 1,16  | 07:09  |
| 4.  | 1. Suhler SV 06 (N) | 8   | 12:28 | 0,43  | 05:11  |
| 5.  | VfB Sömmerda 1911   | 8   | 19:38 | 0,50  | 04:12  |

| (A) | Absteiger aus der Gauliga       |
| (N) | Aufsteiger aus den Kreisklassen |

### Staffel Süd
Gespielte Spiele: 30 / Erzielte Tore: 188

(7.Spielzeit, (1.Kriegsmeisterschaft, Staffel Süd) - Saison-Beginn: 10. Dezember 1939)

SV 08 Steinach e. V. - Staffelsieger Süd - dann aber Relegations-Verzicht

| Pl. | Verein                      | Sp. | Tore  | Quote | Punkte |
| --- | --------------------------- | --- | ----- | ----- | ------ |
| 1.  | SV 08 Steinach (A)          | 10  | 32:17 | 1,88  | 15:05  |
| 2.  | VfL 07 Neustadt/Coburg (N)  | 10  | 40:26 | 1,54  | 12:08  |
| 3.  | 1. FC 07 Lauscha (A)        | 10  | 40:34 | 1,18  | 11:09  |
| 4.  | SpVgg Neuhaus-Igelshieb (N) | 10  | 24:36 | 0,67  | 09:11  |
| 5.  | 1. FC Sonneberg 04          | 10  | 31:37 | 0,84  | 07:13  |
| 6.  | SC 06 Oberlind              | 10  | 21:38 | 0,55  | 06:14  |

[ Alle Vereine der Staffel Süd verzichteten auf ein eventuelles Aufstiegsrecht zur Gauliga Mitte.]

[ Steinach und Lauscha wurden zum Abschluss der Vorsaison wegen finanzieller Verfehlungen aus der Gauliga Mitte in die Bezirksklasse straf-versetzt.]
| (A) | Absteiger aus der Gauliga (straf-versetzt) |
| (N) | Aufsteiger aus den Kreisklassen            |

## Aufstiegsrunde
In dieser Spielzeit stiegen alle Kreismeister in die nächstjährige Bezirksklasse auf. Der Meister des Kreises Osterland verzichtete auf das Aufstiegsrecht. Staffel-Neulinge zur B.K.-Saison 1940/41 waren:

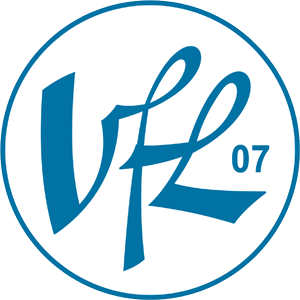
VfL Neustadt/Coburg Zuzügler aus Nord-Bayern 2.Platz Staffel Süd 1939/40

- [1] - Kreisklasse Wartburg:  SV 1899 Mühlhausen
- [2] - Kreisklasse Henneberg: SpVgg Suhl-Heinrichs
- [3] - Kreisklasse Erfurt:  FV Germania 07 Ilmenau
- [4] - Kreisklasse Südthüringen:  SG Siemens Neuhaus-Schierschnitz
- [5] - Kreisklasse Weimar:  VfL 06 Saalfeld

- [6] - Kreisklasse Osterland: 1. FC Greiz [ Verzicht ]

- [//] - Neu-Aufnahme aus dem Gau Bayern: TSV Wildenheid